# Revoltes de Yadz i Nihawand (1396)
Les revoltes de Yadz i Nihawand foren unes rebel·lions que es van produir a aquestes ciutats el 1396 i que foren reprimides per les forces de Tamerlà.

## Revolta de Yadz
El governador de Yadz, Temuke Kutxin va anar al camp imperial i va deixar lloctinents al càrrec de Yadz. Un d'aquests lloctinents era Sultan Muhammad ibn Abu Said, fill d'Abu Said Tebesi (descendent d'un servidor de la família mongol d' Abdallah ibn Mulai que havia aconseguit fer-se independent al Kuhistan del sud amb seus a Raqa i Halvan, disposant del comandament d'algunes tropes de Khurasan que abans havien servit als muzaffàrides, va concebre la idea de revoltar-se; va matar el lloctinent principal deixat per Temuke Kutxin i a altres oficials (una part va poder fugir) i va agafar el poder a Yadz; va tenir la sort que hi havia les rendes de dos anys pendents de trasllat al diwan de Timur i una quantitat enviada per comprar catifes per les reines, per lo que va disposar d'una notable quantitat de diners que va poder repartir entre els que el seguien i va poder equipar als seus amb vestits confeccionats per artesans locals. El príncep Pir Muhammad ibn Umar Xaikh, governador de Fars (amb Esfahan i Yadz i indirectament Kirman) va sortir de Shiraz amb un exèrcit per posar ordre; també va rebre ajut del governador de Khurasan (amb Kuhistan) i es va posar setge a Yadz.
Timur en fou informat i va enviar al seu net el príncep Pir Muhammad ibn Jahangir junt amb l'amir Timur Khoja (fill d'Ak Bugha) i altres a Yadz; però abans d'arribar va rebre una contraordre: com que no hi havia prou herba pels cavalls a la zona de Yadz, les seves muntures es quedarien a Kiojek, al districte d'Esfahan i els soldats anirien a peu a Yadz; així es va fer i es van sumar als assetjants que ja hi havia i donaven dos assalts diaris a la ciutat.

## Revolta de Nihawand
Nihawand estava governada per l'amir Mezid, lleial a Timur, però que tenia un naib de nom Bahlul de mal comportament; Bahlul va aconseguir la mort de Mezid i va agafar el govern de Nihawand on va reclutar gent per tenir un exèrcit i mantenir la revolta.

## Repressió de la revolta de Nihawand (1396)
Llavors Tamerlà va enviar al príncep Sultan Husayn i a l'amir Kodadad Husayni a sufocar la revolta, amb ordre d'executar a Bahlul. Així ho van fer. Llavors Timur va sortir de Sultaniya i se’n va anar a Hamadan mentre Sultan Husayn i Husayni derrotaven als rebels de Nihawan i arrestaven a Bahlul que fou cremat viu. Després d'aixó Timur els va enviar a Xuixtar per combatre els lladres de camins que infectaven el Luristan i una vegada aconseguit això anar a la costa del golf Pèrsic i sotmetre totes les poblacions fins a Hurmuz i al final de la missió anar a la cort a informar. Timur va estar a Hamadan tot el mes de Ramadà, que va coincidir gairebé amb la segona meitat de juny i la primera de juliol del 1396.

## Repressió de la revolta de Yadz (1396)
També Yadz fou finalment sotmesa; es va haver de rendir per manca de provisions. Trenta mil habitants van morir de gana. Els habitants que van sobreviure foren perdonats ja que no havien tingut part en la revolta ni s'hi podien oposar; els rebels van intentar fugir per un pas subterrani, però foren detectats i perseguits. El cap rebel Muhammad ibn Abu Said va ser mort a Mehridgerd (Isfarayin) i altres caps foren morts a cops d'espasa o cremats vius. Timur va donar ordre de no fer res als habitants, no saquejar la ciutat i no cobrar contribució i hi va enviar al que havia estat governador fins a la revolta, Temuke Kutxin, amb ordre d'impedir cap saqueig; fins i tot se’ls va perdonar les taxes endarrerides perquè a causa de la revolta les tendes havien tancat i hi havia moltes cases buides per la mort de tots els que les ocupaven. Yazdi diu que la ciutat es va recuperar ràpid per l'eficàcia dels seus governants. Després d'això el príncep Pir Muhammad ibn Jahangir va retornar al Khurasan i va anar a Kunduz i Bakelan. Pir Muhammad ibn Umar Xaikh va anar a la cort de Timur; i les forces que havien intervingut van retornar als seus llocs originals.